# Joanna Leszczyńska
Joanna Leszczyńska (Varsóvia, 18 de dezembro de 1988) é uma remadora polonesa, medalhista olímpica.

## Carreira
Leszczyńska competiu nos Jogos Olímpicos de 2012 e 2016, sempre no skiff quádruplo. Em sua primeira aparição, em Pequim, ficou no oitavo lugar geral. Quatro anos depois, no Rio de Janeiro, obteve a medalha de bronze com com Maria Springwald, Agnieszka Kobus e Monika Ciaciuch.